# クロロアセチルクロリド
クロロアセチルクロリド（英: Chloroacetyl Chloride）は、クロロ酢酸を塩素化した二官能性化合物で、有機合成化学の中間体として用いられる。

## 製造
工業的には塩化メチレンのカルボニル化、1,1-ジクロロエチレンの酸化、またはケテンの塩素化により製造される。クロロ酢酸、塩化チオニル、五塩化リンまたはホスゲンからも生成しうる。

## 反応
クロロアセチルクロリドは二官能性化合物であり、容易にエステルやアミドを形成する。分子の一方の端部ともう一方の端部が別の結合を形成することができる。下図はクロロアセチルクロリドを用いたリドカインの合成例である
。

## 用途
最も主要な用途は除草剤のアラクロールおよびブタクロールの製造で、年間数億ポンド消費されていると推定される。下図のように塩化アルミニウムを触媒として、フリーデル・クラフツ反応によりベンゼンと結合させることで、催涙剤のクロロアセトフェノンの合成原料ともなる。

## 安全性
日本の毒物及び劇物取締法では劇物に区分される。不燃性であるが加熱により分解し、ホスゲンや塩化水素など有害なガスを生じる。眼に対して強い刺激性があり、皮膚の接触、吸入により気道に腐食性がある。